# یاسوشی ماتسوموتو
یاسوشی ماتسوموتو (انگلیسی: Yasushi Matsumoto؛ زادهٔ ۱۷ ژوئن ۱۹۶۹) بازیکن فوتبال اهل ژاپن است.
از باشگاه‌هایی که در آن بازی کرده‌است می‌توان به باشگاه فوتبال اوراوا رد دیاموندز اشاره کرد.